# ابیی

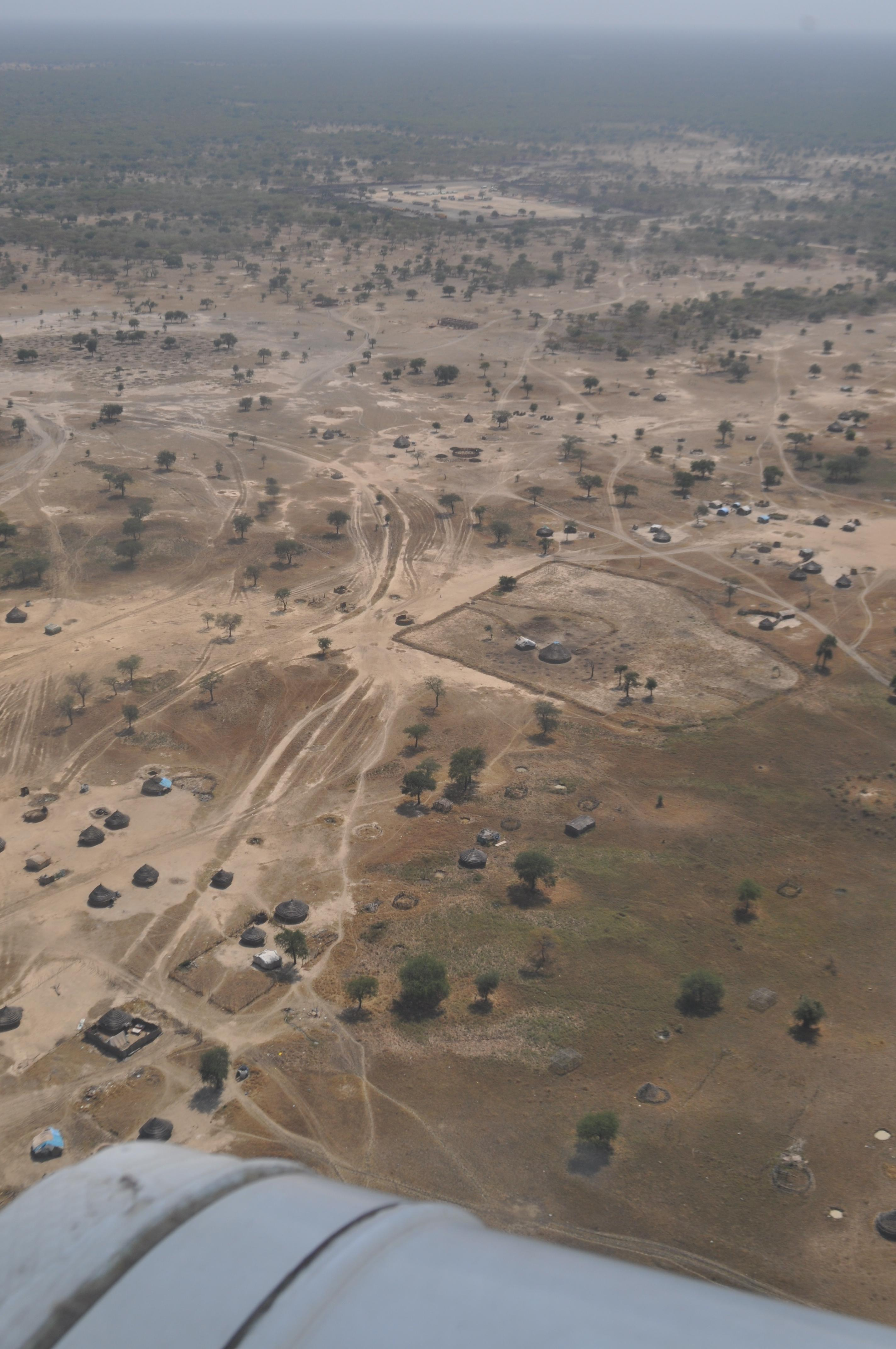
نمایی از منطقهٔ ابیی در سودان - ۲۰۰۹ (این نگاره توسط هلی‌کوپتر سازمان ملل، عکس‌برداری شده‌است.)

ابیی (أبیی) منطقه‌ای است به مساحت ۱۰٬۵۴۶ کیلومتر مربع در سودان که بر پایه قطعنامه نزاع ابیی (پروتکل ابیی) در سال ۲۰۰۴ به آن «وضعیت اداری ویژه» اعطا شد. این قطعنامه بخشی بود از توافق جامع صلح که پایان‌بخش دومین جنگ داخلی سودان بود. این منطقه تحت حاکمیت مشترک سودان و سودان جنوبی است. مرکز منطقه ابیی شهر ابیی است.